# Олафур Йоханессон
Олафур Давид Йоханессон (исл. Ólafur Davíð Jóhannesson; 30 июня 1957, Рейкьявик, Исландия) — исландский футбольный тренер, с 2007 по 2011 год главный тренер национальной сборной. Как футболист провел свою карьеру в клубе Хёйкаре. В 24 года стал тренером клуба Эйнхерьи из города Вопнафьордюр. В течение 20 лет параллельно работал плотником, пока в 2003 году в третий раз не возглавил Хабнарфьордюр.

## Карьера тренера

### Хабнарфьордюр
Уже в первый год работы на посту наставника Хабнарфьордюра завоевал серебро чемпионата страны, а в 2004 году в 75-ю годовщину клуба завоевал с ним первый чемпионский титул. В 2005 и 2006 годах Йоханессон вновь победил в первенстве страны. В следующем сезоне его команда финишировала второй, пропустив вперед Валюр, однако стала обладателем своего первого кубка Исландии.

### Национальная сборная
После череды неудач национальной команды в отборочном цикле ЕВРО-2008 (два кряду поражения от Латвии и Лихтенштейна) сменил на посту главного тренера Эйольфура Сверриссона. Олафур подписал 2-летний контракт 29 октября 2007 года, после ухода с поста тренера Хабнарфьордюра. Первую игру в качестве тренера национальной команды провел в ноябре 2007 года против Дании. Удачно стартовал в квалификации ЧМ-2010, добившись ничьей в первом матче с норвежцами на выезде - 2:2. Однако в последующих восьми играх команда одержала только одну победу, одолев дома македонцев, и в итоге закончила отборочный цикл на последнем месте в группе.